# Болгарія на літніх Олімпійських іграх 2004
Болгарія на літніх Олімпійських іграх 2004 була представлена 95 спортсменами.
Болгарська олімпійська збірна у неофіційному загальнокомандному заліку посіла 33-е місце. У порівнянні з попередніми іграми збірна Болгарії завоювала на одну медаль менше. Головними героями ігор стали гімнаст Йордан Йовчев і стрільчиня Марія Гронова, що завоювали по дві олімпійські медалі.

## Нагороди

### Золото
| Золото |               |                                 |
| №      | Спортсмени    | Вид спорту (дисципліна)         |
| 1      | Марія Гронова | Стрільба (пістолет, спортивний) |
| 2      | Мілен Добрев  | Важка атлетика (до 94 кг)       |

### Срібло
| Срібло |               |                               |
| №      | Спортсмени    | Вид спорту (дисципліна)       |
| 1      | Йордан Йовчев | Спортивна гімнастика (кільця) |

### Бронза
| Бронза | |                                                                                    |
| №      | Спортсмени                                                                                         | Вид спорту (дисципліна)                                                            |
| 1      | Іво Янакієв                                                                                        | Академічне веслування (одиночка)                                                   |
| 2      | Румяна Нейкова                                                                                     | Академічне веслування (одиночка)                                                   |
| 3      | Борис Георгієв                                                                                     | Бокс (до 64 кг)                                                                    |
| 4      | Георгі Георгієв                                                                                    | Дзюдо (до 66 кг)                                                                   |
| 5      | Марія Гронова                                                                                      | Стрільба на літніх Олімпійських іграх 2004 Стрільба (пістолет, пневматичний, 10 м) |
| 6      | Йордан Йовчев                                                                                      | Спортивна гімнастика (вільні вправи)                                               |
| 7      | Армен Назарян                                                                                      | Греко-римська боротьба (до 60 кг)                                                  |
| 8      | Величко Чолаков                                                                                    | Важка атлетика (понад 105 кг)                                                      |
| 9      | Жанета Ілієва Елеанор Кежова Зорніца Маринова Христина Рангелова Галина Танчева Владислава Танчева | Художня гімнастика (командні вправи)                                               |

## Склад олімпійської збірної Болгарії

### Плавання
Спортсменів — 2
У наступний раунд на кожній дистанції проходили найкращі спортсмени за часом, незалежно від місця зайнятого в своєму запливі.
Чоловіки
| Спортсмен     | Змагання            | Попередні запливи | Попередні запливи | Півфінали | Півфінали | Фінал      | Фінал      |
| Спортсмен     | Змагання            | Результат         | Місце             | Результат | Місце     | Результат  | Місце      |
| ------------- | ------------------- | ----------------- | ----------------- | --------- | --------- | ---------- | ---------- |
| Петар Стойчев | 400 м вільний стиль | 3:59,86           | 32                |           |           | Не пройшов | Не пройшов |

Жінки
| Спортсменка     | Змагання       | Попередні запливи | Попередні запливи | Півфінали | Півфінали | Фінал      | Фінал      |
| Спортсменка     | Змагання       | Результат         | Місце             | Результат | Місце     | Результат  | Місце      |
| --------------- | -------------- | ----------------- | ----------------- | --------- | --------- | ---------- | ---------- |
| Ана Дангалакова | 400 м комплекс | 5:01,00           | 23                |           |           | Не пройшла | Не пройшла |